# Валя-Пержей (Чимишлийский район)
Валя-Пержей (рум. Valea Perjei) — село в Чимишлийском районе Молдавии. Относится к сёлам, не образующим коммуну.

## География
Село расположено в юго-восточной части Молдавии, в 12 км от районного центра — Чимишлии. До Кишинева — 60 км. На юге расположено село Екатериновка, на западе Ялпужены, на севере село Гыртоп, на востоке село Градиште.
Через Валя Пержей проходит автомобильная магистраль Кишинев — Хынчешты — Чимишлия — Бессарабка (R3). Также, через село временно организован съезд с трассы M3 (Кишинёв — Чимишлия — Джурджулешты)
Село расположено на высоте 100 метров над уровнем моря.
С 1962 года в селе работает винный завод, производительность — 385 тысяч декалитров в год.

## Население
По данным переписи 1989 года население составляло 884 человека, из них болгар — 318 человека или 36 %.
По данным переписи населения 2004 года, в селе Валя Пержей проживает 759 человек (385 мужчин, 374 женщины).
Этнический состав села:
| Национальность | Число жителей | Процентный состав |
| -------------- | ------------- | ----------------- |
| молдаване      | 432           | 56.92             |
| болгары        | 254           | 33.47             |
| украинцы       | 41            | 5.4               |
| русские        | 24            | 3.16              |
| гагаузы        | 5             | 0.66              |
| румыны         | 1             | 0.13              |
| поляки         | 1             | 0.13              |
| прочие         | 1             | 0.13              |
| Всего          | 759           | 100%              |